# بني القيزة (كعيدنة)

تعديل مصدري - تعديل

بني القيزة هي إحدى قرى عزلة الغربي بمديرية كعيدنة التابعة لمحافظة حجة، بلغ تعداد سكانها 199 نسمة حسب تعداد اليمن لعام 2004.